# Elisabeth Cruciger
Elisabeth Cecelia Cruciger (ou Kreutziger, Creutziger etc. ; née vers 1500 à Meseritz en Poméranie orientale et morte le 2 mai 1535 à Wittemberg) appartenait au cercle d'amis de Martin Luther et fut la première poétesse auteure d'hymnes religieux de la Réforme protestante.

## Biographie
Elle était née Elisabeth von Meseritz dans une famille de la noblesse poméranienne et fut élevée dans le cloître des Prémontrés de Marienbusch près de Treptow an der Rega, aujourd'hui Trzebiatów. Elle apprit à connaître les idées de la Réforme par Johannes Bugenhagen, se convertit au luthéranisme en 1522 et quitta le couvent pour se rendre à Wittenberg et vivre au domicile de Bugenhagen. Elle épousa en 1524 le théologien Caspar Cruciger l'Ancien, étudiant et assistant de Luther avec qui elle eut un fils, Caspar Cruciger le jeune et une fille, Elisabeth Cruciger la jeune qui épousa le recteur Kegel puis, Johannes, un fils de Luther.
Johann Sebastian Bach utilisa ses textes dans ses cantates BWV 22, 96, 132 et 164. La cantate BWV Anh. 156, attribuée à Georg Philipp Telemann, emprunte également des textes d'Elisabeth Cruciger.

## Œuvres
- Épiphanie Herr Christ, der einig Gotts Sohn dans Evangelischen Gesangbuch (EG) Nr. 67 (ursprünglich genannt: „Eyn Lobsanck vom Christo“, Erstveröffentlichung in Erfurt 1524 im Ein Enchiridion oder Handbüchlein, dem zweitältesten evangelischen Gesangbuch)